# Turistická značená trasa 5634
 turistická značka č. 5634 měří 23,8 km; protíná ve směru západ - východ pohoří Velká Fatra na Slovensku.

## Průběh trasy
Začíná v obci Blatnica, po necelém kilometru u památníku SNP přejde do Blatnické doliny, kterou pozvolna nastoupá (ke konci Rakytovskou dolinou) ke Spoji Rakytovských dolin. Následuje táhlý výstup do sedla Smrekov s možnou odbočkou na vrchol Smrekov (asi 300 m). Značka dál pokračuje zvlněným terénem k rozcestí Kráľova studňa - pramen (zdroj pitné vody), odkud začne sklesávat přes sedlo Úplaz do Starých hor

## Turistické zajímavosti na trase
- památník SNP a partyzánský bunkr
- útulna u památníku SNP
- pramen řeky Bystrice

| Km   | Místo                   | Navazující a křižující trasy  | Souřadnice                       | Nadm. výška  |
| ---- | ----------------------- | ----------------------------- | -------------------------------- | ------------ |
| 0    | Blatnica                | 8648                          | 48°56′14″ s. š., 18°55′32″ v. d. | 500 m n. m.  |
| 0,9  | Blatnica - památník     | 5432                          | 48°55′53″ s. š., 18°56′1″ v. d.  | 505 m n. m.  |
| 4,9  | Ústie Juráňovej doliny  | 8565                          | 48°54′19″ s. š., 18°57′47″ v. d. | 665 m n. m.  |
| 7,2  | Spoj Rakytovských dolin | 8631                          | 48°53′20″ s. š., 18°58′39″ v. d. | 750 m n. m.  |
| 11,5 | Smrekov - sedlo         | 5634V                         | 48°53′2″ s. š., 19°1′26″ v. d.   | 1396 m n. m. |
| +0,4 | Smrekov                 | krátká značená odbočka        | 48°53′7″ s. š., 19°1′25″ v. d.   | 1441 m n. m. |
| 13,4 | Kráľova studňa - pramen | 0801 (Cesta hrdinů SNP), 8648 | 48°53′0″ s. š., 19°2′48″ v. d.   | 1329 m n. m. |
| 16,2 | Úplaz                   | 8452                          | 48°51′41″ s. š., 19°3′19″ v. d.  | 1281 m n. m. |
| 18,3 | Ramžiná                 | 8452                          | 48°51′50″ s. š., 19°4′16″ v. d.  | 958 m n. m.  |
| 19,9 | Salášky                 | 8454                          | 48°51′9″ s. š., 19°5′27″ v. d.   | 793 m n. m.  |
| 20,7 | Turecká                 | 8452                          | 48°50′51″ s. š., 19°5′21″ v. d.  | 606 m n. m.  |
| 23,8 | Staré Hory - kaplnka    | 2616, 8434                    | 48°50′19″ s. š., 19°6′54″ v. d.  | 482 m n. m.  |

## Galerie

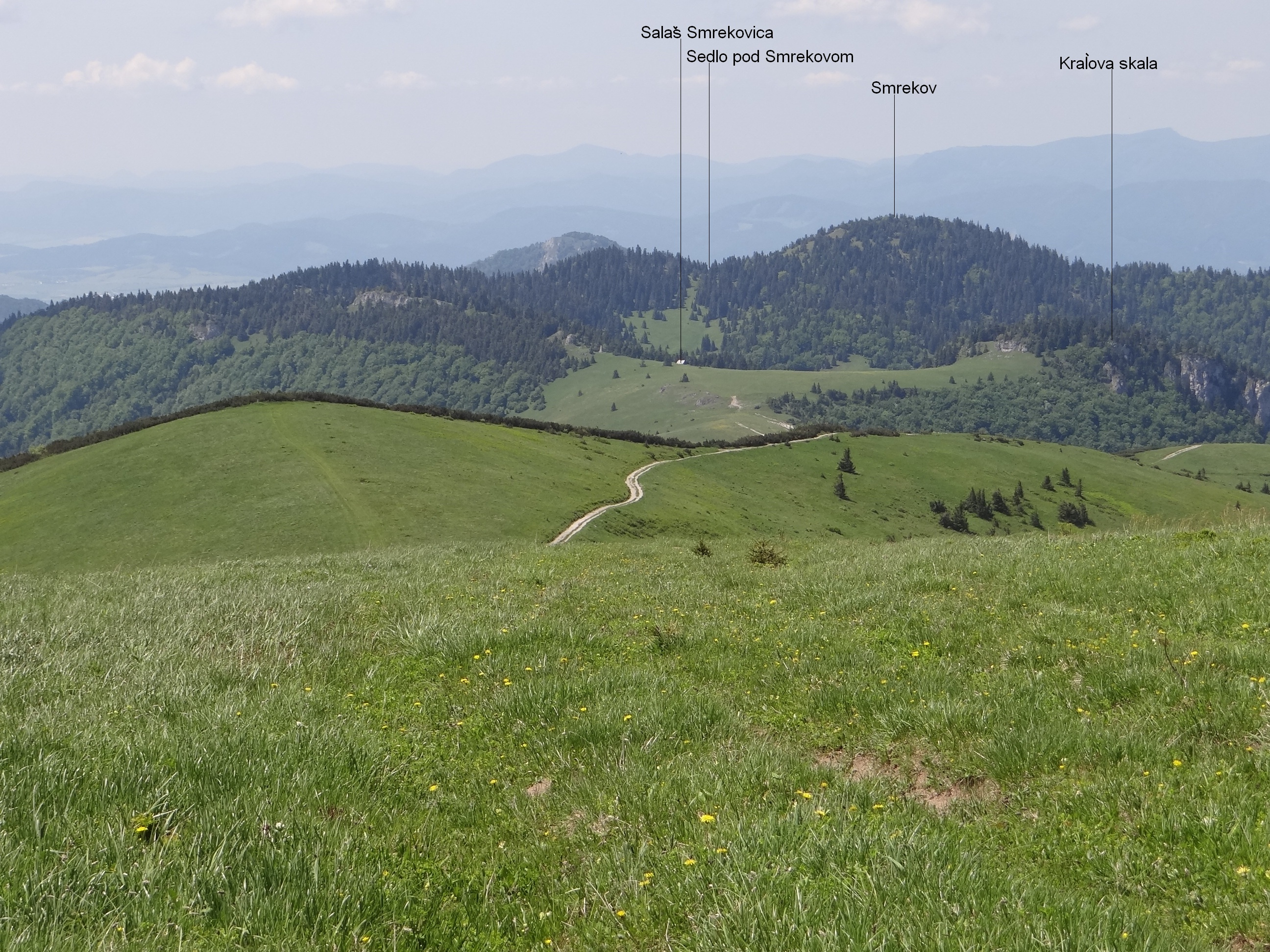
SMrekov
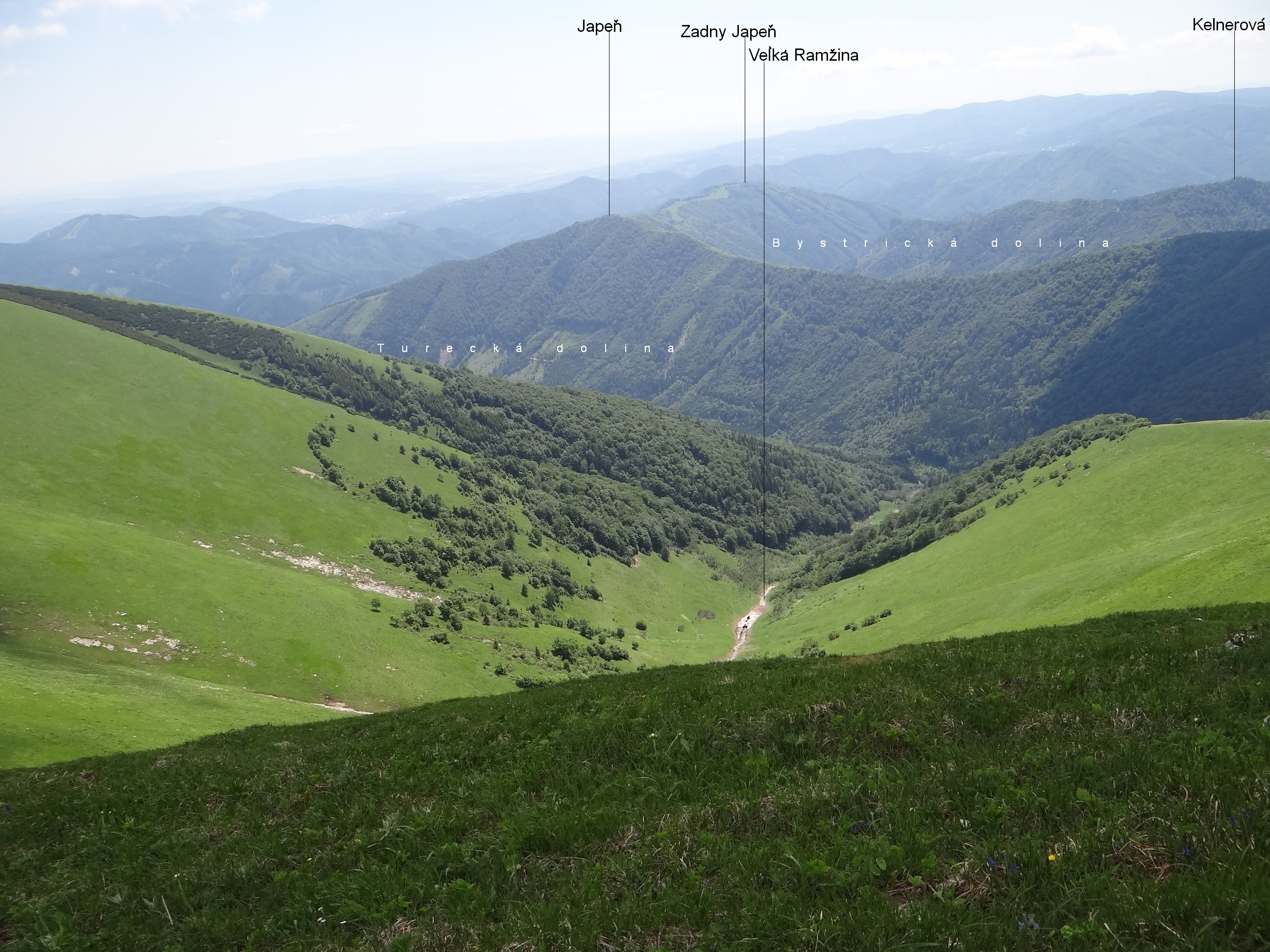
Ramžiná